# Liste der Monuments historiques in Villars-Saint-Georges
Die Liste der Monuments historiques in Villars-Saint-Georges führt die Monuments historiques in der französischen Gemeinde Villars-Saint-Georges auf.

## Liste der Objekte
| Bezeichnung | Beschreibung          | Standort                        | Kennzeichnung | Schutzstatus | Datum | Bild |
| ----------- | --------------------- | ------------------------------- | ------------- | ------------ | ----- | ---- |
| Glocke      | Bronze, 1750 gegossen | in der Kirche St-Georges (Lage) | PM25001425    | Classé       | 1942  |      |